# Kentan Facey
Kentan Facey (Trelawny, Jamaica, el 14 de junio de 1993) es un jugador de baloncesto jamaicano que pertenece a la plantilla del BC Souffelweyersheim de la Pro B francesa. También jugó baloncesto universitario para Connecticut Huskies con la que ganó en 2014 la NCAA.

## Trayectoria deportiva
Es un pívot que jugaría durante cuatro temporadas en los Connecticut Huskies con la que ganaría en 2014 la NCAA. Tras no se elegido en el Draft de la NBA de 2017, debutaría como profesional en las filas del Aries Trikala B.C. de la A1 Ethniki